# Newborough (Cambridgeshire)
Pour les articles homonymes, voir Newborough.
Newborough est une paroisse civile et un village du Cambridgeshire, en Angleterre.